# Amphipyra effusa
Amphipyra effusa ist ein Schmetterling (Nachtfalter) aus der Familie der Eulenfalter (Noctuidae).

## Merkmale
Die Falter erreichen eine Flügelspannweite von 41 bis 48 Millimetern. Die Vorderflügel sind hellbraun oder ockerbraun gefärbt. Quer- und Wellenlinien sind deutlich sichtbar. Zwischen Ring- und Nierenmakel befindet sich ein auffälliges, nahezu rechteckiges dunkles Feld, das abgeschrägt bis zum Vorderrand reicht. Weitere, kleinere dunkle Zeichen sind am Costalrand sowie nahe am Innenwinkel zu erkennen. Die Hinterflügel sind zeichnungslos graubraun.
Ausgewachsene Raupen haben eine grüne Färbung mit einer dünnen weißen Rückenlinie sowie breiten weißen Seitenstreifen.
Die gelbbraune Puppe zeigt zwei Spitzen sowie einige divergierende Borsten am Kremaster.

## Geographische Verbreitung und Lebensraum
Bei Amphipyra effusa handelt es sich um eine mediterran-asiatische Art. Im deutschsprachigen Raum ist die Art nicht heimisch. Sie bevorzugt offene Waldgebiete, Lichtungen und buschige Waldränder.

## Lebensweise
Die Falter sind nachtaktiv und fliegen auch künstliche Lichtquellen sowie Köder an. Sie haben mit einem Erscheinen von Mai bis September eine außergewöhnlich lange Flugzeit. Die Raupen ernähren sich von verschiedenen Pflanzen z. B. von Steckenkraut- (Ferula), Heidekraut- (Erica), Geißklee- (Cytisus) und Zistrosenarten (Cistus). Die Art überwintert als Raupe.